# Parafia Wniebowzięcia Najświętszej Maryi Panny w Stoczku Łukowskim
Parafia Wniebowzięcia Najświętszej Maryi Panny w Stoczku Łukowskim – parafia rzymskokatolicka w Stoczku Łukowskim.
Parafia erygowana w 1472 roku. Obecny murowany, neogotycki kościół parafialny, wybudowano w latach 1909-1923 staraniem księży Michała Dąbrowskiego i Apolinarego Rybińskiego. Mieści się przy ulicy Sikorskiego.
Do parafii należą wierni z następujących miejscowości: Błażejki, Borki, Celej, Guzówka, Huta Łukacz, Jamielne, Jamielnik-Kolonia, Januszówka, Kamionka, Kapice, Kienkówka, Kisielsk, Łosiniec, Mizary, Nowa Prawda, Nowy Jamielnik, Rosy, Róża Podgórna, Rudę, Soćki, Stara Prawda, Stara Róża, Stare Kobiałki, Stary Jamielnik, Stoczek Łukowski, Toczyska, Turzec, Wiśniówka, Wola Kisielska, Wólka Poznańska, Wólka Różańska, Zabiele oraz Zgórznica.